# Bahía de Kola
La bahía de Kola (del ruso: Кольский залив)  o fiordo de Múrmansk es un profundo fiordo de Rusia, de 57 kilómetros de largo, localizado en la parte norte de la península de Kola, en aguas del mar de Barents. Tiene una anchura de hasta 7 km y una profundidad de 200 a 300 metros. El río Tuloma y el río Kola desaguan en esta bahía.
La costa oriental es escarpada y abrupta, y la occidental, comparativamente, es bastante horizontal. Los puertos de Múrmansk y Severomorsk están localizados en la ribera oriental, y el puerto de Polyarny está en la ribera occidental.
Las mareas semidiurnas en el fiordo de Múrmansk tienen hasta 4 metros de altura. En invierno, la parte sur de la bahía se encuentra cubierta de hielo.